# Resolució 975 del Consell de Seguretat de les Nacions Unides
La Resolució 975 del Consell de Seguretat de les Nacions Unides, fou adoptada el 30 de gener de 1995. Després de recordar resolucions 841 (1993), 861 (1993), 862 (1993), 867 (1993), 873 (1993), 875 (1993), 905 (1994), 917 (1994), 933 (1994), 940 (1994), 944 (1994), 948 (1994) i 964 (1994) el Consell va debatre la transferència de la responsabilitat de la força multinacional (MNF) a la Missió de les Nacions Unides a Haití (UNMIH) i va prorrogar el mandat de la UNMIH per un període de sis mesos fins al 31 de juliol de 1995.
La MNF es va desplegar a Haití per garantir un entorn estable abans de la missió de la UNMIH; que l'entorn era ara establert per la MNF.
Els esdeveniments positius a Haití, inclòs el retorn del govern elegit i el president Jean-Bertrand Aristide, van ser ben rebuts, a més de les contribucions de l'Organització d'Estats Americans i la Missió Civil Internacional. El desplegament de la UNMIH ja estava preparat. El Secretari General Boutros Boutros-Ghali va ser autoritzat a contractar i implementar components militars, policials i civils de la UNMIH. Totes les funcions del MNF havien de ser assumides abans del 31 de març de 1995 i en aquest termini, es van desplegar fins a 6.000 soldats i 900 policies.
La comunitat internacional fou cridada a donar suport al desenvolupament d'Haití i ajudar en la creació d'una força de policia i un sistema judicial. Es va demanar al Secretari General que informés el 15 d'abril de 1995 sobre la transició del MNF a la UNMIH.
La Resolució 975 va ser aprovada per 14 vots i cap en contra, mentre que República Popular de la Xina es va abstenir.